# José Urruzmendi
José Eusebio Urruzmendi Aycaguer, conhecido como Pepe Urruzmendi (Uruguai, 25 de agosto de 1944), é um ex-futebolista uruguaio. Atuava como atacante, principalmente no Nacional de Montevidéu.

## Seleção nacional
Jogou pela Seleção Uruguaia de Futebol em 21 partidas, marcando 8 gols. Estreou contra a Seleção do Paraguai em 2 de maio de 1965. Participou da Copa de 1966.

## Clubes

### Como jogador
Colón do Uruguai, Nacional entre 1964—1967, depois em 1968 o Independiente, Internacional, Defensor, Estudiantes de Mérida da Venezuela, 
Fénix e por fim o La Luz do Uruguai. 

### Como treinador
Foi treinador do Platense.

## Títulos

### Campeonatos nacionais
| Título                         | Clube    | País    | Edição |
| ------------------------------ | -------- | ------- | ------ |
| Campeonato Uruguaio de Futebol | Nacional | Uruguai | 1966   |

### Copas internacionais
| Título       | Seleção | Edição |
| ------------ | ------- | ------ |
| Copa América | Uruguai | 1967   |